# Büchsenschützengesellschaft in Weimar

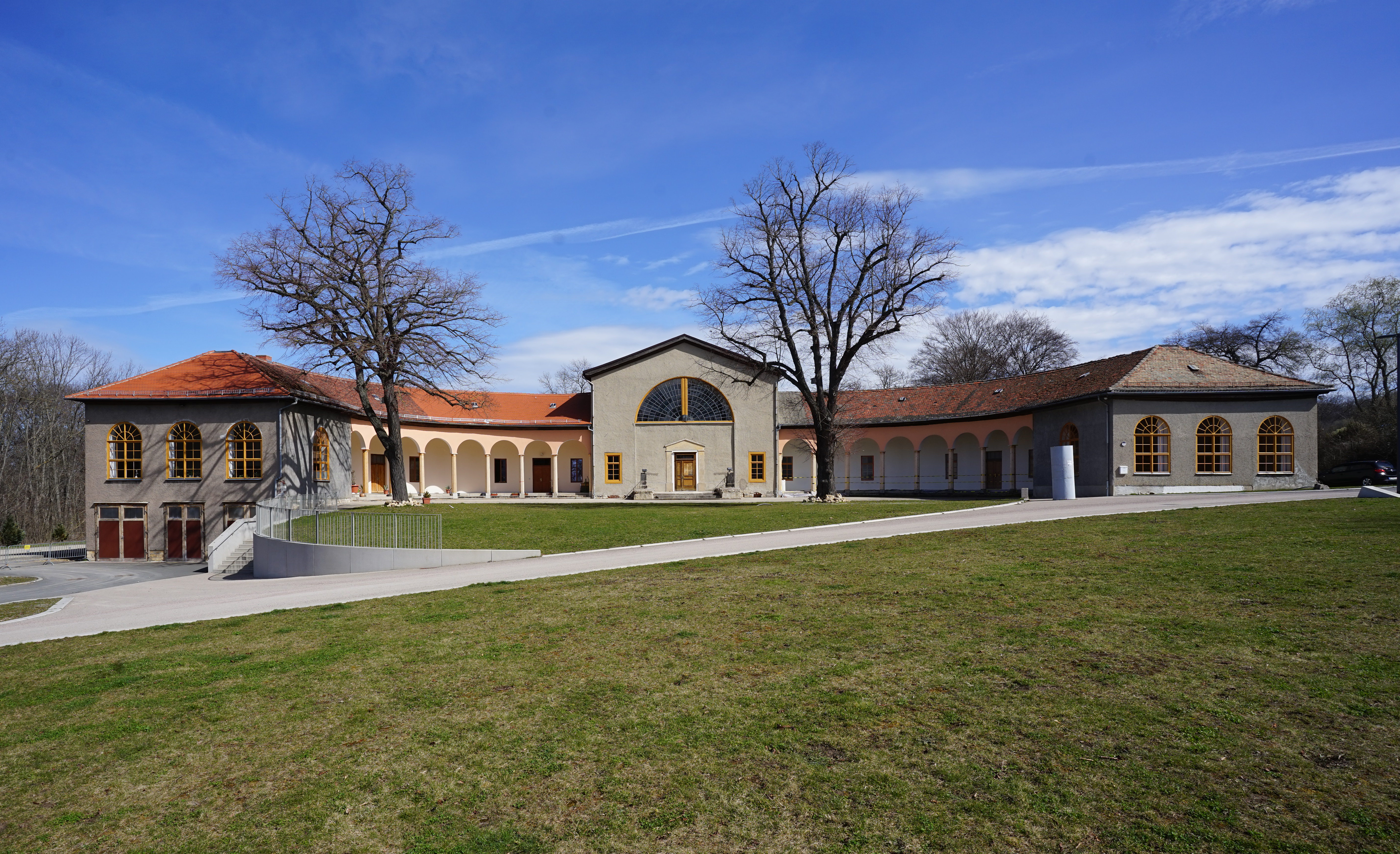
Schießhaus von Südwesten (2021)

Die Büchsenschützengesellschaft in Weimar war ein Schützenverein.

## Geschichte
Neben der Büchsenschützengesellschaft gab es in Weimar eine Armbrustschützengesellschaft als Schützenverein. Im Jahr 1585 spalteten sich die Büchsenschützen von diesen ab und bildeten eine eigene Gesellschaft mit eigenem Vereinshaus, dem Schießhaus (Weimar). Der erste gemeinschaftlich mit den Büchsenschützen genutzte Schießgarten lag um 1515 an der Esplanade. Sie stellten seither zwei getrennte Schützenkompanien. Die räumliche Trennung wurde erzwungen wegen der Unfallgefahr, die von den Feuerwaffen ausging. Im Jahr 1848 erlangte die Büchsenschützengesellschaft Bedeutung als Schützen-Bürgerwehr. Die beiden Schützengesellschaften blieben der Trennung zum Trotz weiterhin freundschaftlich verbunden. Im Jahr 1945 erfolgte ihre zwangsweise Auflösung.
Im Jahr 1805 zog die Büchsenschützengesellschaft in das von Heinrich Gentz entworfene Schießhaus ein.